# Antoine-Éléonor-Léon Le Clerc de Juigné

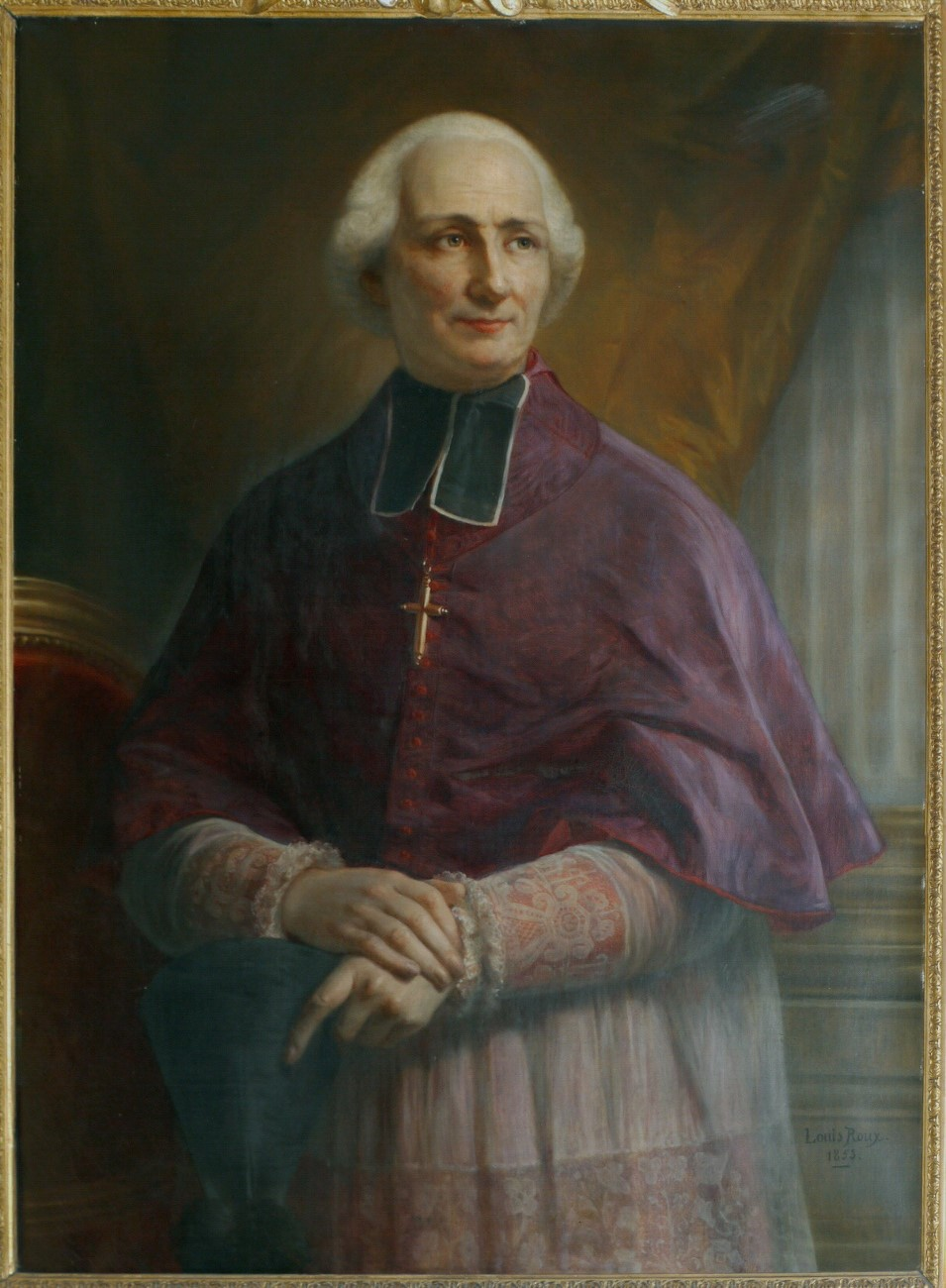
Erzbischof Antoine Le Clerc de Juigné (Ölgemälde 19. Jhd.)

Antoine-Éléonor-Léon Le Clerc de Juigné (* 2. November 1728 in Paris; † 19. März 1811 ebenda) war ein französischer römisch-katholischer Bischof und Erzbischof.

## Leben

### Bischof und Erzbischof im Ancien Régime
Le Clerc de Juigné entstammte angevinischem Adel. Im Alter von 6 Jahren verlor er seinen Vater, der Oberst war, in der Schlacht bei Guastalla. Er besuchte das Collège de Navarre. Nach der Priesterweihe 1754 wurde er Generalvikar des ihm mütterlicherseits verwandten Bischofs  Armand Bazin de Bezons von Carcassonne. 1760 wurde er Verwalter der Kirchengüter, 1764 Bischof von Châlons, wo er den Jansenismus bekämpfte. Von dort wechselte er am 25. Februar 1782 auf den Sitz des Erzbischofs von Paris. Dabei wurde er vom König dem von der Königin favorisierten Étienne Charles de Loménie de Brienne vorgezogen, weil er der glaubensstärkere war. Berühmt ist der Ausspruch des Königs: „Wenigstens an Gott muss der Erzbischof von Paris doch glauben!“ (Encore faudrait-il que l’archevêque de Paris crût en Dieu !). Darüber hinaus war Le Clerc für seine umfassende Bildung und seine untadelige Lebensführung bekannt.

### Revolution, Exil und Rückkehr
Der Revolution gegenüber verhielt er sich konservativ. Im Oktober 1789 verließ er Paris und ging nach Aix-les-Bains, anschließend dauerhaft nach Chambéry ins savoyische Ausland. Von dort verurteilte er die Zivilverfassung des Klerus. Im Herbst 1792 floh er vor den französischen Truppen und hielt sich von 1793 bis 1799 in Konstanz auf, wo er (bis zur persönlichen Verschuldung) mittellose Exilpriester unterstützte. Als er Anfang 1799 auch Konstanz verlassen musste, kam er schließlich Ende des Jahres bei Clemens Wenzeslaus von Sachsen in Augsburg unter. Der Aufforderung des Papstes Pius VII. zur Abdankung (als Folge des Konkordats von 1801) kam er erst im Januar 1802 nach. Bonaparte bot ihm den Erzbischofsitz von Lyon an. Er lehnte ab und verbrachte ab 1803 den Rest seines Lebens in Paris in mildtätiger Zurückgezogenheit (ab 1806 als Kanoniker von Saint-Denis).